# Ficus pumila
Espèce
Classification APG III (2009)
Ficus pumila (le figuier nain ou figuier rampant) est une espèce de plantes de la famille des Moraceae, utilisée en plante décorative, d'intérieur et parfois sur des murs végétalisés intérieurs, voire en aquaterrarium ou en terrarium. Étymologiquement, le nom d'espèce vient du latin pumilus qui signifie nain.

## Description

### Aspect général
Ficus pumila est une espèce (originellement forestière) de plante ligneuse rampante et persistante, de la famille des Moraceae. Elle est rampante ou peut se comporter comme une liane et aussi escalader les arbres, roches, etc. jusqu’à 4 m de hauteur environ, voire plus. Les racines aériennes sécrètent un latex translucide qui durcit en séchant, permettant l'adhérence des tiges à leur support.

### Feuilles

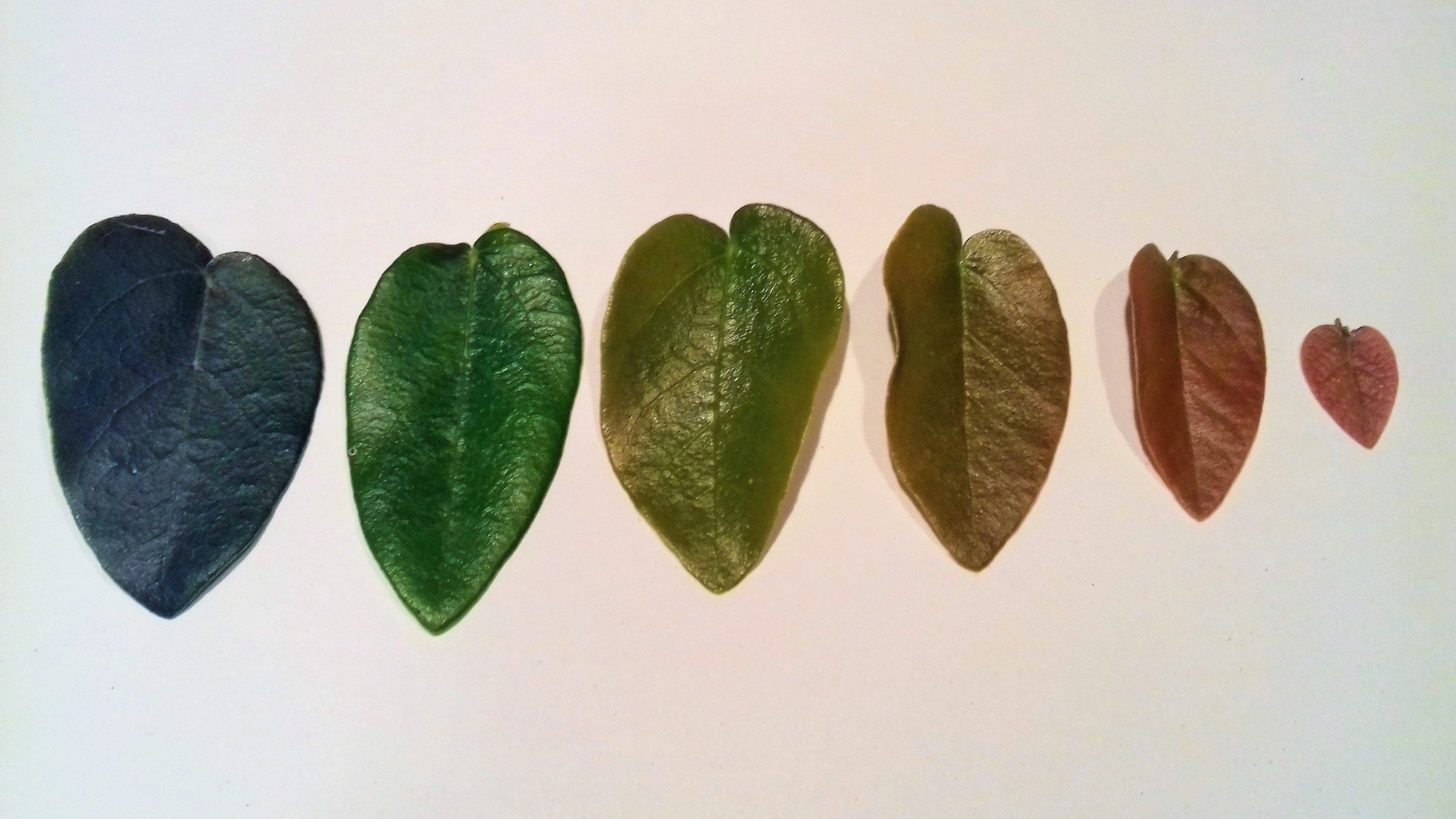
Feuilles de Ficus pumila de la plus ancienne à la plus récente

Les feuilles sont ovales, cordées, asymétriques, aux nervures opposées. Les jeunes feuilles sont plus petites et fines que les anciennes, tout à fait coriaces.

### Fleurs
Sa pollinisation est assurée par l’agaonidae Blastophaga pumilae et elle est consommée par les chenilles du papillon Marpesia petreus.

### Fruits

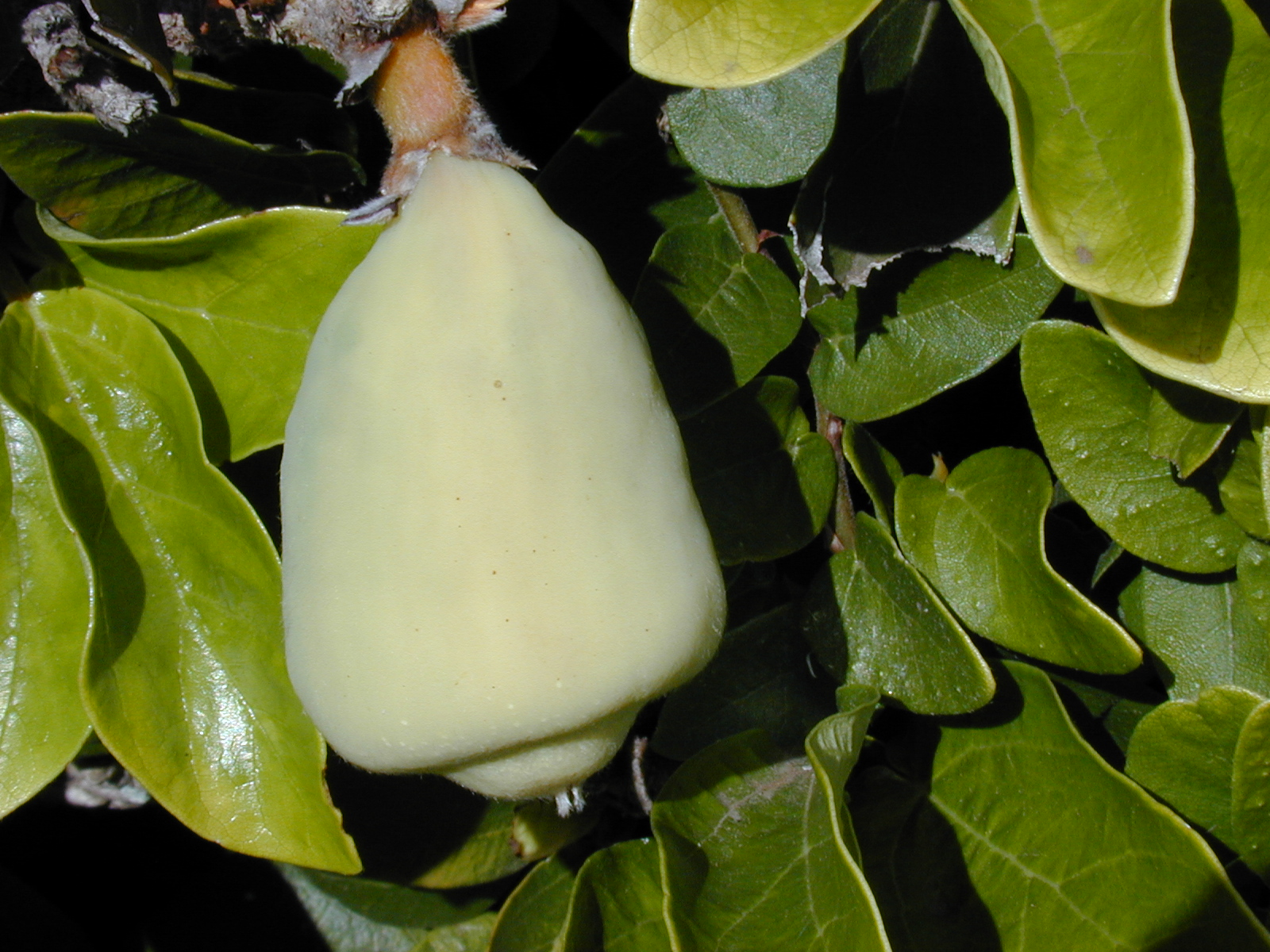
Fruit de Ficus pumila

Les fruits (sycone ou figues) de la plante, bien que non toxiques, ne sont pas comestibles (les fruits, même fertilisés, n'ont pas une pulpe au goût sucré, mais sont pleins d'une masse compacte de graines).
Dans une variété de Ficus pumila (var. Awkeotsang), les nombreuses petites graines contiennent une substance qui, lorsqu'elle est broyée et mélangée avec de l'eau, prend la forme d'une masse gélatineuse. Cette substance aromatisée (typiquement aux agrumes) et sucrée, est utilisée en Asie du Sud-Est pour préparer des bonbons et gelées comestibles.

## Aire de répartition
Cette espèce est originaire d'Asie orientale (Chine, Japon, Vietnam), mais elle a été introduite aux États-Unis comme plante décorative (de façades de maison notamment) ; elle s’y est naturalisée (dans les régions plutôt chaudes du sud-est et du centre-sud du pays ,).

## Culture et utilisation comme plante d’intérieur
C’est une espèce naturellement couvrante et grimpante, à croissance rapide, rustique et assez facile à cultiver.
Elle peut néanmoins se montrer envahissante quand les conditions de milieu lui sont favorables. Ses racines secondaires ou ses vrilles, respectivement sur certains bâtiments dont les mortiers sont fragiles ou des structures construites en matériaux fragiles (certaines pergola, etc.), peuvent causer des dommages structurels. 
Elle résiste mal au gel, mais peut être utilisée comme plante d’intérieur, dont en mur végétalisé en zone froide à tempérée.

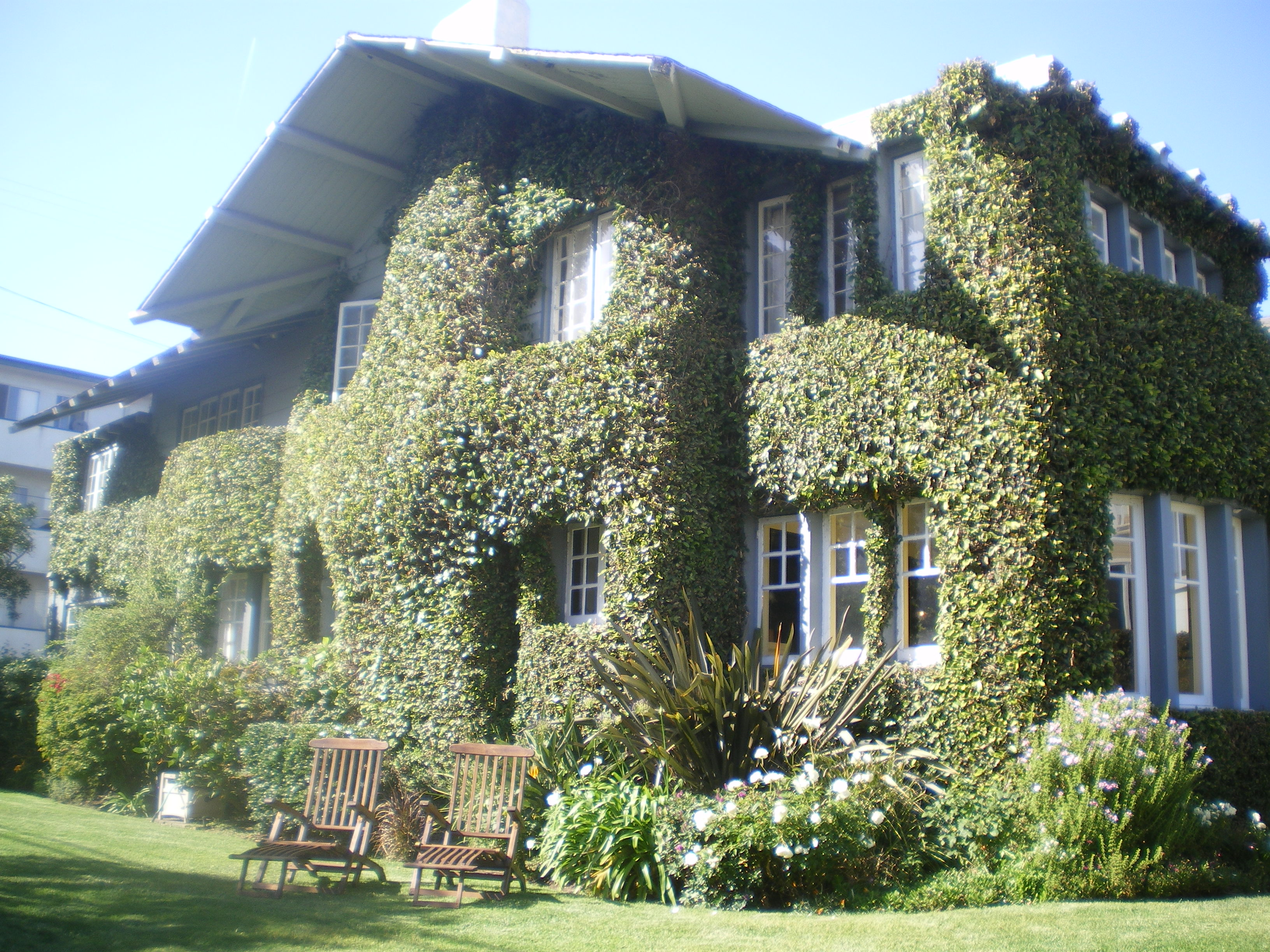
Comme le lierre, cette espèce peut couvrir les murs d'une maison (en climat suffisamment chaud), ici : Warren Wilson Beach House à Venice en Californie.

### Alimentation
En Asie, le fruit d’une variété de cette plante Ficus pumila var. awkeotsang est consommé, sous forme séchée en Thaïlande. Les graines sont enlevées, et un gel est extrait de leur surface avec de l'eau, qui permet de faire une sorte de gelée d’aiyu connue à Taiwan sous le nom  de aiyu bing (愛玉冰) et à Singapour sous celui de wentou xue (文頭雪).

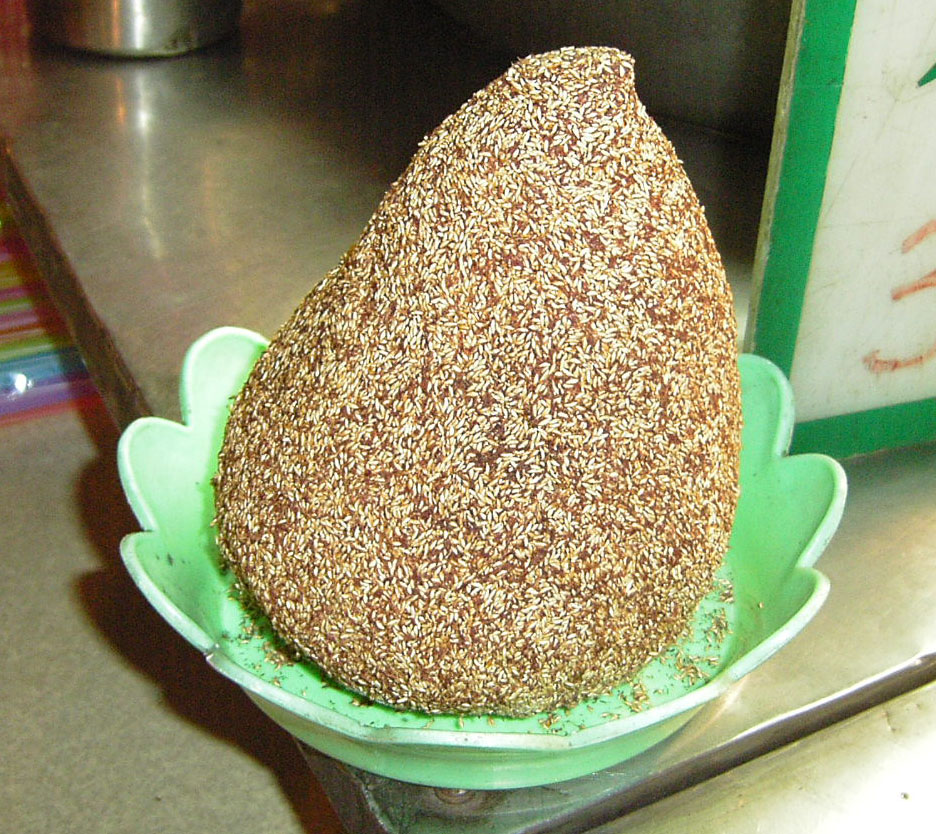
Fruits ouverts et séchés de F. pumila variété awkeotsang sur un marché

Les fruits de Ficus pumila sont utilisés pour produire la gelée d'herbe : en Chine, les syconee sont cueillis à maturité et placés dans un sac poreux pour en extraire un jus, qui est ensuite cuit et réduit jusqu'à une consistance gélatineuse appelée « pai-liang-fen ». À Okinawa, au Japon, les feuilles sont utilisées pour produire une boisson. Néanmoins, Mesona chinensis, une Lamiaceae, également utilisée pour cette préparation est l'espèce la plus souvent mentionnée sur l'étiquette des boîtes de gelée d'herbe. La gelée obtenue est coupée en cube ou sous diverses formes, puis mélangée à du sirop et des arômes, afin de produire une boisson rafraîchissante ou un dessert, principalement consommée en été par temps chaud. Elle est mise en conserve et vendue sur les marchés asiatiques sous le nom de "grass jelly”, ou “ai-yu jelly”, ou “ice-jelly” à Singapour. La gelée mélangée à du jus de citron vert et des édulcorants constitue un dessert rafraîchissant proposé sur les marchés nocturnes taïwanais et dans les centres de colportage de Singapour. 

## Variétés et cultivars
- Ficus pumila var. awkeotsang ;—  Awkeotsang Creeping Fig.
- Ficus pumila var. quercifolia& ;—  Oak Leaf Creeping Fig
- Ficus pumila 'Curly' — Curly Creeping Fig; crinkled leaf form
- Ficus pumila 'Variegata'  et Ficus pumila 'Snowflake'& ;— Variegated Creeping Fig; à feuillage bicolore.

## Synonymes
Cette plante a aussi été désignées sous d’autres noms 
- Ficus hanceana Maxim.
- Ficus longipedicellata H.Perrier
- Ficus pumila var. lutchuensis Koidz.
- Ficus repens var. lutchuensis Koidz.
- Ficus scandens Lam.
- Ficus stipulata Thunb. 1786
- Ficus stipulata Lem. 1843
- Ficus vestita Desf.
- Plagiostigma pumila Zucc.
- Plagiostigma stipulata Zucc.
- Tenorea heterophylla Gasp.
- Urostigma scandens (Lam.) Liebm.
- Varinga repens Raf.